# Chomo Lonzo
O Chomo Lonzo (também escrito como Chomolonzo, Chomolönzo, Chomo Lönzo, Jomolönzo, ou Lhamalangcho) é uma montanha tibetana, a 5 km a noroeste de Makalu, em Mahalungur (Mohalingor).
A montanha possui três picos distintos. O pico principal Sul (7804 m) é ligado ao Central (7565 m) por uma alça de aprox. 7250 m, que, por sua vez, é unido ao pico Norte (ou Noroeste) por um trecho de aprox. 7200 m de altura.
No lado Nepal, a montanha é encoberta pela vizinha Makalu, o quinto maior pico do mundo. Os três picos são uma visão impressionante e dominadora do vale de Kangshung, no Tibete. A face noroeste, com 3000 m, é um desafio óbvio ainda não solucionado. "Chomo Lonzo" pode ser traduzido para "a deusa pássaro": da face Leste a montanha realmente lembra uma águia de 3 km de altura com as asas abertas.
Os alpinistas franceses Jean Couzy e Lionel Terray alcançaram o pico principal escalando gentilmente a ribanceira SE a partir da Sakietang La, de 7200 m, que separa o Chomo Lonzo do Makalu. Eles decidiram essa manobra depois de terem feito uma expedição de reconhecimento pelo Makalu, escalado por eles pela primeira vez no ano seguinte. A segunda escalada só veio a acontecer em 1993 por uma expedição japonesa, que descobriu uma rota pela face NO que se unia na metade da ribanceira SO. Uma terceira e última escalada ao pico principal ocorreu em 1994, seguindo a trajetória original pela ribanceira SE.
Em 2005, os picos Central e Norte permanecem invictos. Em 1999, uma tentativa de escalar o pico central através de sua desafiadora coluna a NE fracassou. Em abril de 2005, uma expedição francesa tentou a face NE primeiro, mas, considerando-a difícil demais, decidiram se aproximar da montanha pelo Oeste e Noroeste ao invés. Uma equipe (Yannick Graziani, Christian Trommsdorff e Patrick Wagnon) escalou o pico Norte pela ribanceira NE no dia 7 de maio, enquanto outra equipe (Stéphane Benoist e Patrice Glairon-Rappaz) a alcançou pela face Oeste no dia 16 de maio. A primeira equipe voltou a escalar o pico Norte e continuou em direção a Central no dia 21 de maio. O plano inicial de atravessar todos os três picos e descer pela Sakietang La foi comprovado como impossível.